# Gareth McGregor
Gareth McGregor (* 1997 in Lowville, New York, Vereinigte Staaten) ist ein deutsch-amerikanischer Schauspieler.

## Leben
Gareth McGregor, dessen Mutter viele Jahre bei der US Army arbeitete, verbrachte die ersten Jahre seines Lebens in den Vereinigten Staaten, wo er teilweise auf verschiedenen Militärstützpunkten lebte. Sein Stiefvater ist gebürtiger Deutscher, wodurch McGregor in der Familie schnell Deutsch lernte. 2010 kam er mit seinen Eltern nach Deutschland und machte hier seinen Schulabschluss. Ab seinem fünften Lebensjahr erhielt er Klavierunterricht.
Seine Schauspielausbildung absolvierte er von 2016 bis 2020 an der Athanor Akademie für Darstellende Kunst in Passau.
McGregor stand in mehreren Kurzfilmen, Musikvideos sowie in Film- und Fernsehproduktionen bereits vor der Kamera. In der 45. Staffel der ZDF-Serie SOKO München (2019) übernahm er eine der Episodenrollen als tatverdächtiger Jugendlicher John Hildebrandt. Außerdem gehörte er als Max zur festen Besetzung der YouTube-Webserie Kuntergrau über eine Clique schwuler Jungs auf der „Schwelle zum Erwachsenwerden“, deren 3. Staffel im Dezember 2020 ihre Premiere hatte.
In der 18. Staffel der ARD-Serie Rote Rosen spielte Gareth McGregor von Folge 3246 (Dezember 2020) bis Folge 3263 (Januar 2021) den netten Landwirtschaftsstudenten und Jungbauern Pit Eggers. In der 7. Staffel der TV-Serie In aller Freundschaft – Die jungen Ärzte (2022) übernahm McGregor eine der Episodenhauptrollen als besorgter, von der Schwangerschaft seiner Freundin überraschter Freund einer jungen Studentin. In der 3. Staffel der Vorabendserie Watzmann ermittelt (2023) war er in einer Episodenhauptrolle als tatverdächtiger Pflegesohn einer resoluten Gemüsebäuerin zu sehen. In der 18. Staffel der ZDF-Serie Notruf Hafenkante (2024) folgte eine weitere Episodenrolle als eifersüchtiger und gewalttätiger Freund einer übergewichtigen jungen Krankenschwester. In der 27. Staffel der TV-Serie In aller Freundschaft (2024) war Gareth McGregor als junger Patient, der eine Affäre mit der Mutter seiner Freundin hat, zu sehen.
Neben seiner Tätigkeit als Schauspieler arbeitet er nebenbei als Produktfotograf in Teilzeit. McGregor, der schottische Vorfahren hat, spielt mehrere Instrumente (Gitarre, Saxophon, Didgeridoo, Sackpfeife), ist verheiratet, Vater einer Tochter und lebt in Passau.

## Filmografie
- 2019: Rivalen und Rebellen (Fernsehserie)
- 2019: SOKO München: Gefährlicher Dunstkreis (Fernsehserie, eine Folge)
- 2020: Persischstunden (Kinofilm)
- 2020–2021: Rote Rosen (Fernsehserie, Serienrolle)
- seit 2020: Kuntergrau (Webserie, Serienrolle)
- 2022: In aller Freundschaft – Die jungen Ärzte: Impuls (Fernsehserie, eine Folge)
- 2023: Watzmann ermittelt: Die Unbeugsame (Fernsehserie, eine Folge)
- 2024: Notruf Hafenkante: Bittersüß (Fernsehserie, eine Folge)
- 2024: In aller Freundschaft: Mütter & Töchter (Fernsehserie, eine Folge)